# Ulf Berg (konstnär)
Ulf Berg, född 1953 i Landskrona är en svensk-norsk målare.
Berg studerade konst vid Skånska Målarskolan i Malmö och vid Ny Carlsberg Glyptotek i Köpenhamn samt för Gunnar Aagaard Andersen, Robert Jacobsen och Ole Schwalbe vid Danska konstakademien i Köpenhamn 1974-1981 där han avlade en konstpedagogexamen under Helge Bertram. Efter utbildningen har han arbetat med konst, reklam, utsmyckningar och pedagogisk verksamhet. Berg har medverkat i utställningar i Sverige, Danmark, Norge, Tyskland, Kanada, Island samt på Nord-Grønland. Han var från 1995 lektor vid Nord-Grønlands gymnasium och rektor där 1997-2003. Han flyttade till Skotterud i Norge 2003 där han tillsammans med sin fru Jytte Stjerne Berg etablerade företaget Ulf Berg Design Art. Bland hans offentliga arbeten märks utsmyckningar för Kriminalvården, Statens banverk, Statens konstråd, Kävlinge kommun, Landskrona kommun och på Nord-Grønland. Berg är representerad vid Statens konstråd, Landskrona museum, Landskrona stadshus, Kristianstad läns landsting, Skissernas museum i Lund, Malmöhus läns landsting, Malmö kommun, Grønlands Hjemmestyre, Aasiaat kommun på Grønland, Drakabyggets konsthall, Örkelljunga kommun och Kävlinge kommun.